# Balletdrømme i slummen
Balletdrømme i slummen er en dansk dokumentar og udviklingsbistandsfilm fra 2006 instrueret af Suzanne Skærbæk Pedersen og Camilla Folsach Madsen.

## Handling
I et af Johannesburgs tætbefolkede og fattige byområder har balletdanseren Penelope Thloloe oprettet en balletskole. Her danser eleverne sig ud af skyggerne fra apartheid og fattigdom i håbet om en anden fremtid. Derfor står børnene i kø, når der er optagelsesprøve. Børnene vil hellere ses i trikot end som kriminel, selvom det betyder drillerier og tæsk af forældrene. 
Da danselæreren Penelope selv var 14 år gammel og trak i sin lyserøde trikot smed naboen mursten efter hende.
Penelopes lyserøde trikot blev hurtigt et symbol på noget "hvidt" i det stærkt raceopdelte Sydafrika, og som noget, der var forbeholdt den hvide overklasses børn. Penelopes ballettimer blev stemplet: "Ueketsa Lekgoa", hvilket er skældsord på setswana, som betyder "forsøg på at gøre sig selv hvid". Hun blev kaldt en kokosnød - brun uden på men hvid indeni.
Filmen følger den talentfulde balletpige, Dina, til træning og i dagligdagen. Dina Sekgobela er ti år og er en meget dygtig danser. Alt hendes ballettøj har hun fået af Penelope. Hendes familie er så fattig, at de ikke har råd til at købe hende noget, og træningen går hun gratis til tre gannge om ugen i et forsamlingshus med hårde betongulve og ingen spejle. Kun dans.
Da hun blev forældreløs i 2004 hjalp dansen hende. På bare tre måneder dansede hun sig igennem sorgen, og nu er hendes dans 'glad' igen. Men hun siger det ikke til sine venner. Balletskolen hedder Kasi. Det betyder township.